# Christian Friedrich Penzel
Christian Friedrich Penzel (Oelsnitz/Vogtl., 25 novembre 1737 – Mersebourg, 14 mars 1801) est un musicien saxon. Bien qu'il soit compositeur lui-même, il est mieux connu de nos jours pour son association avec Jean-Sébastien Bach. Il est l'un des derniers élèves de Bach et connu pour ses copies de l'œuvre de Bach.

## Carrière
Penzel commence sa carrière à la Thomasschule de Leipzig en 1749, alors que Bach occupe le poste de Thomaskantor. Bach est mort l'année suivante. 
Après la mort de Bach, Penzel est préfet à l'école sous la direction du successeur de Bach, Johann Gottlob Harrer. La position consiste à diriger occasionnellement les garçons de la chorale (Thomanerchor). Harrer avait besoin d'un adjoint parce qu'il avait des problèmes de santé : il est mort en 1755, en prenant les eaux à Carlsbad.
Plus tard, Penzel étudie à l'Université de Leipzig. En 1765, il succède à August Friedrich Graun comme cantor à l'église de la ville de Mersebourg, et devient en même temps cantor du château et de la cathédrale et professeur à l'école grammaticale de la cathédrale.

## Copies de Penzel
La musique chantée par le Thomanerchor dans les années 1750, comprend des reprises de la musique vocale de Bach, ce qui explique en partie l'intérêt de Penzel pour les cantates de Bach. Pour plusieurs cantates, la copie de Penzel est la plus ancienne source. Il a aussi copié des œuvres instrumentales, tels les deux dernières Sonates pour viole de gambe et clavecin et les premières versions des Concertos brandebourgeois (par exemple, ce qui semble être la version la plus récente du premier Concerto Brandebourgeois).